# Novallas
Novallas település Spanyolországban,  Zaragoza tartományban. Novallas Malón, Vierlas, Tarazona és Monteagudo községekkel határos. Lakosainak száma 859 fő (2024).

## Népesség
A település népessége az utóbbi években az alábbiak szerint változott:
| Lakosok száma | 727  | 807  | 875  | 891  | 948  | 931  | 838  | 830  | 845  | 859  |
|               | 2001 | 2004 | 2007 | 2009 | 2012 | 2014 | 2017 | 2019 | 2022 | 2024 |